# Началово
Началово (рос. Началово) — село у Приволзькому районі Астраханської області Російської Федерації. Адміністративний центр району.
Населення становить 5451  (2010). Входить до складу муніципального утворення Началовська сільрада.

## Історія
Населений пункт розташований на території українського етнічного та культурного краю Жовтий Клин. Від 1980 року належить до Приволзького району.
Згідно із законом від 6 серпня 2004 року органом місцевого самоврядування є Началовська сільрада.

## Населення
| 1989 | 2002  | 2010  |
| ---- | ----- | ----- |
| 3922 | ↗4830 | ↗5451 |